# تصوير الخلية الحية

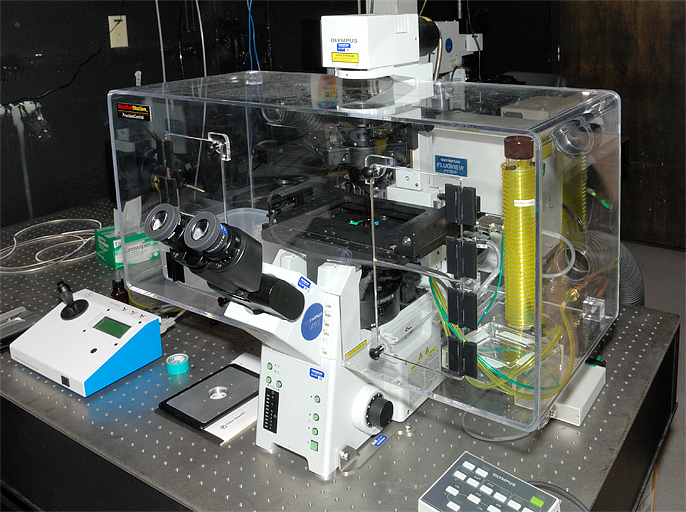
الشكل 1: مجهر خلية حية. يتم عكس مجاهر الخلية الحية بشكل عام. للحفاظ على الخلايا على قيد الحياة أثناء المراقبة ، عادة ما يتم وضع المجاهر في حاضنة الخلايا الدقيقة (الصندوق الشفاف).

تصوير الخلايا الحية هو دراسة الخلايا الحية باستخدام المجهر الزمني الدقيق. تم استخدامه من قبل العلماء للحصول على وضوح أفضل للوظيفة البيولوجية من خلال دراسة الديناميات الخلوية. كان التصوير بالخلايا الحية رائدًا في العقد الأول من القرن العشرين. قام جوليوس ريس بتصوير أول أفلام التصوير الدقيق للفاصل الزمني للخلايا على الإطلاق ، حيث أظهر إخصاب بيضة قنفذ البحر وتطورها. منذ ذلك الزمن ، تم تطوير العديد من طرق الفحص المجهري والتي تزود الباحثين بدراسة الخلايا الحية بمزيد من التفاصيل وبجهد أقل. تم استخدام نوع أحدث من التصوير باستخدام النقاط الكمومية حيث ثبت أنها أكثر استقرارًا. لقد تجاهل تطوير الفحص المجهري الشامل السمية الضوئية وغيرها من العيوب المشتقة من التلوين من خلال تطبيق التلوين الرقمي على أساس معامل الانكسار للخلايا.

## نظرة عامة
جهاز حيويs exist as a complex interplay of countless مكون خلوي [الإنجليزية]s interacting across four dimensions to produce the phenomenon called life. While it is common to reduce living organisms to non-living samples to accommodate traditional static imaging tools, the further the sample deviates from the native conditions the more likely the delicate processes in question will exhibit perturbations. The onerous task of capturing the true علم وظائف الأعضاء identity of living tissue, therefore, requires high-resolution visualization across both space and time within the parent organism. The technological advances of live-cell imaging, designed to provide spatiotemporal images of خلية events in real-time, serves an important role for corroborating the biological relevance of physiological changes observed during experimentation. Due to their contiguous relationship with physiological conditions, live-cell assays are considered the standard for probing complex and dynamic cellular events. As dynamic processes such as هجرة الخلية، علم الأحياء النمائي, and توجيه البروتين increasingly become the focus of biological research, techniques capable of capturing 3-dimensional data in real-time for cellular networks (في الموقع) and entire organisms (في الجسم الحي) will become indispensable tools in understanding biological systems. The general acceptance of live-cell imaging has led to a rapid expansion in the number of practitioners and established a need for increased spatial and temporal resolution without compromising the health of the cell.

## أنواع الفحص المجهري المستخدم

### تباين مرحلي
قبل إدخال مجهر تباين الطور ، كان من الصعب مراقبة الخلايا الحية. نظرًا لأن الخلايا الحية شفافة ، يجب أن تكون ملطخة لتكون مرئية في مجهر الضوء التقليدي. لسوء الحظ ، فإن عملية تلطيخ الخلايا تقتل الخلايا بشكل عام. مع اختراع الفحص المجهري الطوري ، أصبح من الممكن ملاحظة الخلايا الحية غير الملوثة بالتفصيل. بعد تقديمه في الأربعينيات ، سرعان ما أصبح تصوير الخلايا الحية شائعًا باستخدام الفحص المجهري الطوري. تم تعميم مجهر تباين الطور من خلال سلسلة من أفلام الفاصل الزمني (فيديو 1) ، تم تسجيلها باستخدام كاميرا فيلم فوتوغرافي. حصل مخترعها ، فريتس زرنيك ، على جائزة نوبل في عام 1953. تقنيات تباين الطور المتأخر الأخرى المستخدمة لمراقبة الخلايا غير الملوثة هي تعديل هوفمان والفحص المجهري التباين التفاضلي .

### فلوري
لا يمتلك الفحص المجهري الطوري القدرة على مراقبة بروتينات معينة أو مركبات كيميائية عضوية أخرى تشكل الآلية المعقدة للخلية. لذلك تم تطوير بقع الفلورسنت الاصطناعية والعضوية لتسمية مثل هذه المركبات ، مما يجعلها قابلة للملاحظة بواسطة الفحص المجهري الفلوري (فيديو 2). ومع ذلك ، فإن بقع الفلورسنت سامة للضوء وغازية ومبيضة عند ملاحظتها. هذا يحد من استخدامها عند مراقبة الخلايا الحية لفترات طويلة من الزمن. لذلك غالبًا ما تُستخدم تقنيات تباين الطور غير الغازية كمكمل حيوي للفحص المجهري الفلوري في تطبيقات تصوير الخلايا الحية.